# Гай Муций Сцевола
Гай Му́ций Сце́вола (иногда Корд; лат. Gāĭus Mūcĭus Scaevŏla (Scaevŭla) Cordus (Chordus); умер после 509 года до н. э.) — легендарный римский герой, юноша-патриций. Scaevŏla означает: Левша (прозвание нескольких персонажей истории римского рода Муциев). Время его жизни относят к раннему периоду Римской республики.
Гай Муций прославился тем, что, согласно одной из версий легенды, попытался убить царя этрусского города Клузий Ларса Порсену, осадившего Рим в 509 году до н. э. Гаю Муцию «показалось обидным, что римский народ, ни в какой войне ни от каких врагов не знавший осады… осаждён этрусками, столько раз уже им битыми». Тайно пробравшись в лагерь врага на Яникульском холме, он попытался убить царя Порсену, но по ошибке сразил писца, сидевшего рядом, который был одет дороже и красивее царя. Юношу схватили и привели к царю. Не испугавшись, он заявил: «Я римский гражданин, зовут меня Гай Муций. Я вышел на тебя как враг на врага, и готов умереть, как готов был убить: римляне умеют и действовать, и страдать с отвагою». Затем Гай Муций объявил, что каждый из римских юношей готов сражаться один на один. Порсена, пытаясь узнать, что скрывается за такими гордыми словами и непонятной ему угрозой, велел развести костёр для пытки. Тогда Муций, заявив: «Знай же, сколь мало ценят плоть те, кто чает великой славы!» — положил правую руку в горящий жертвенник и «жёг её, будто ничего не чувствуя». Поражённый таким мужеством, царь отпустил Гая Муция, получившего впоследствии за потерю правой руки прозвание Сцевола (Левша). Порсена снял осаду и покинул римские земли.
Вторая версия несколько иная:
по ошибке вместо царя убил человека, одетого в пурпур. Будучи схвачен и приведён к царю, он положил руку на пылающий алтарь, как бы в наказание за то, что ошибся в момент убийства. Когда царь, сжалившись над ним, отвёл его от огня, он как бы в благодарность за такую милость сказал ему, что 300 подобных ему (римлян) составили заговор против него. Тот, испугавшись этого, приняв заложников, прекратил войну.Секст Аврелий Виктор. О знаменитых людях, XII.
Легенда о Гае Муции окончательно оформилась и закрепилась, вероятно, в начале III в. до н. э. не без влияния мифологических мотивов. Этот сюжет, как и другие герои и сюжеты истории республиканского Рима, использовали многие художники для воплощения идей верности гражданским идеалам, самопожертвования, воинской доблести и героизма. В искусстве русского классицизма таким сюжетом стал «Русский Сцевола».
В 1725—1729 годах итальянский живописец Дж. Б. Тьеполо работал по заказам Дионисио Дольфино, патриарха Аквилеи. Для отдельного зала Палаццо Дольфин-Манин в Венеции он выполнил десять картин-панно одинакового формата на темы из героической истории Древнего Рима. Позднее они были рассеяны наследниками. Пять картин и среди них: «Муций Сцевола в лагере Порсены» на аукционной распродаже в Париже в 1876 году приобрёл А. А. Половцов для Училища технического рисования барона Штиглица в Санкт-Петербурге. С 1923 года картина находится в Эрмитаже.

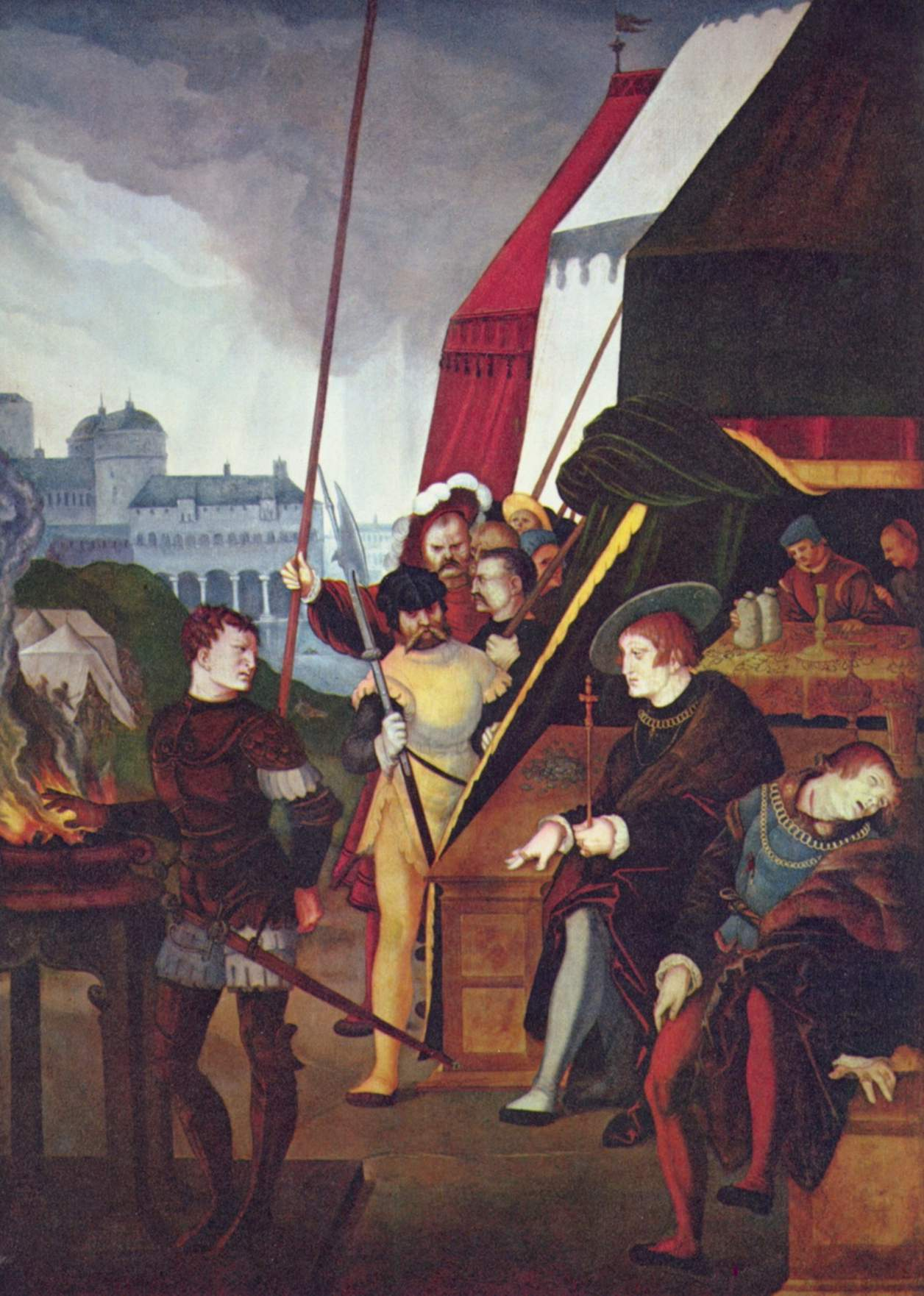
Ганс Бальдунг Грин. Муций Сцевола в лагере Порсены. 1531 Галерея старых мастеров, Дрезден
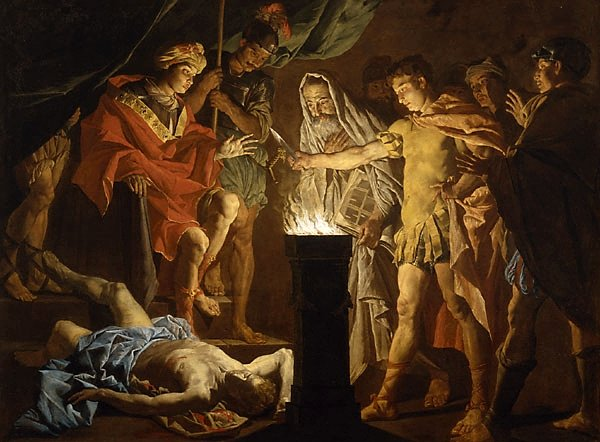
Маттиас Стом. Гай Муций Сцевола в присутствии Ларса Порсены . Начало 1640-х гг. Холст, масло. Галерея Искусств, Новый Южный Уэльс
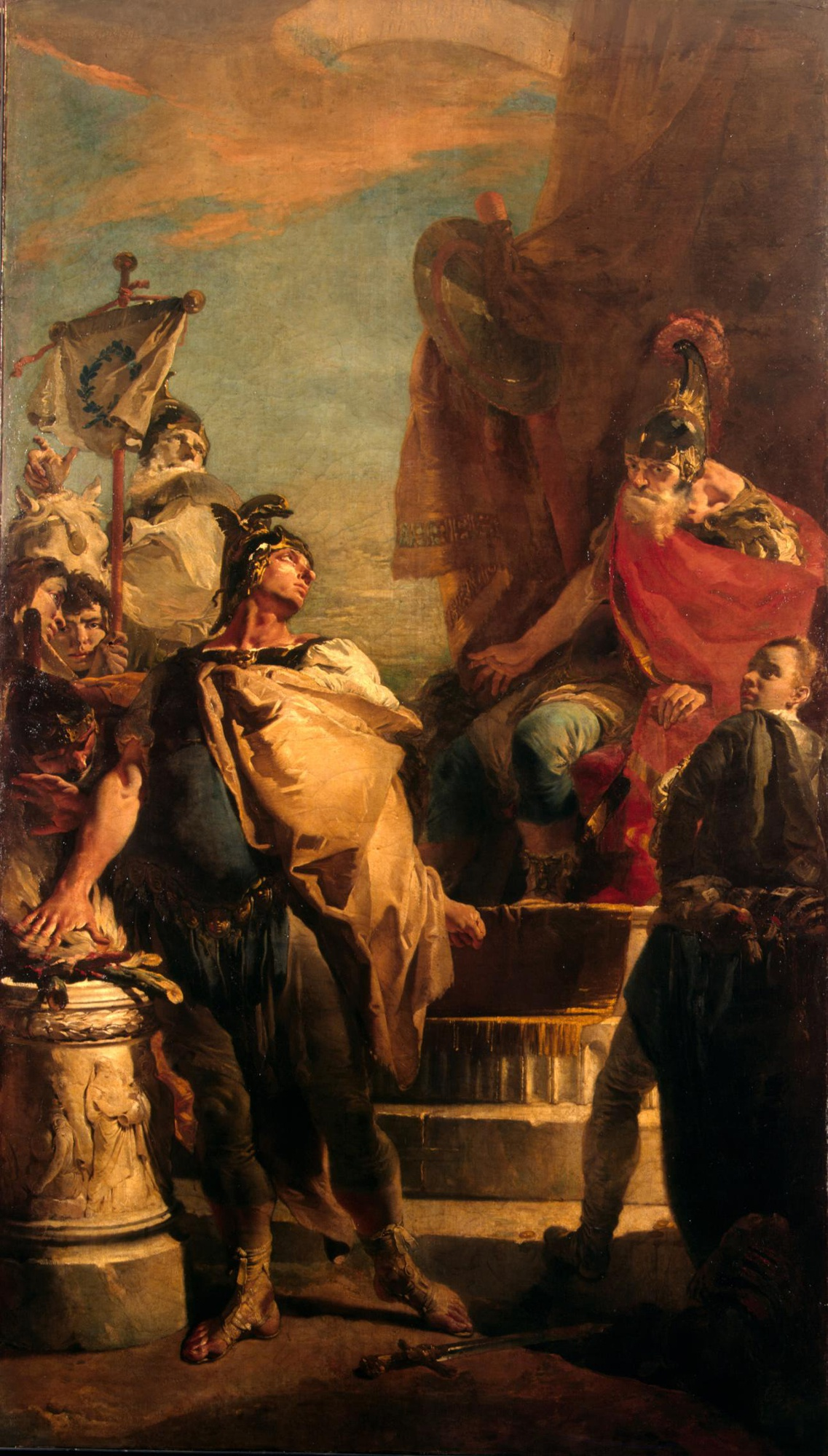
Дж. Б. Тьеполо. Муций Сцевола в лагере Порсены. 1729. Эрмитаж, Санкт-Петербург